# Файт Ернст I фон Рехберг
Файт Ернст I фон Рехберг (на немски: Veit Ernst I von Rechberg; * 1596; † 4 юли 1671, Остерберг) от благородническия швабски род Рехберг, е фрайхер на Рехберг в Хоенрехберг (при Швебиш Гмюнд), Остерберг (в район Ной-Улм), Рехбергхаузен, Донцдорф, Волфенщал, Вайсенщайн, Келмюнц и Кронберг, ерцхерцогски кемерер и дворцов маршал на ерцхерцогиня Клаудия в Инсбрук, императорски таен съветник и ландфогт на Маркграфство Бургау в Херцогство Швабия.

## Произход
Той е син на императорския съветник фрайхер Беро II фон Рехберг († 1623) и съпругата му Валбурга фон Есендорф († 1613), вдовица на Фридрих фон Щайн цу Рехтенщайн, наследничка на Хорн (последна от фамилията ѝ), дъщеря на Хайнрих фон Есендорф-Унруе-Хорн и Марта фон Фрайберг. Внук е на Кристоф фон Рехберг (1527 – 1584). Брат е на Анна Регина фон Рехберг († 1659), омъжена 1605 г. за фрайхер Йохан (Ханс) Вилхелм фон Рехберг цу Донцдорф († 1614), и 1615 г. за фрайхер Каспар фон Фрайберг цу Алтхайм, Алмендинген и Ворндорф († 1648).
Замъкът Хоенрехберг е от 1179 до 1986 г. собственост на фамилията. Дворецът Келмюнц на Илер е собственост на фамилията фон Рехберг чрез Агнес фон Тюбинген († 1344), дъщеря на граф Готфрид I фон Тюбинген-Бьоблинген († 1316), омъжена пр. 1326 г. за Улрих фон Рехберг Стари († сл. 1362), син на Улрих II фон Рехберг († 1326) и София фон Грюндлах, и внук на Улрих фон Рехберг-Бетринген († пр. 1274). Дворецът Вайсенщайн е от 1548 до 1971 г. собственост на фамилията.
Файт Ернст I фон Рехберг умира на 4 юли 1671 г. в Остерберг и е погребан в Гюнцбург.

## Фамилия
Първи брак: на 30 юни 1616 г. в Дилинген с Барбара фон Геминген (* 1596; † 27 октомври 1638, Инсбрук), дъщеря на Ханс Диполд фон Геминген (1554 – 1612) и Барбара фон Фенинген († сл. 1627). Те имат децата:
- Бернхард Беро III фон Рехберг (* 29 декември 1625; † 1667), фрайхер на Рехберг-Остерберг, императорски кемерер и съветник, женен на 18 септември или октомври 1645 г. в Гюнцбург за графиня Франциска Фугер фон Кирхберг и Вайсенхорн (* 29 декември 1625; † 8 април 1672, Остерберг), сестра на мащехата му Мария Магдалена.[3]
- Ханс Ернст (* сл. 1625; † млад)
- Мария Барбара (* сл. 1625), манастирска дама в Хал ин Тирол
- Мария Катарина (* 1626; † 1686), омъжена във Виена на 22 ноември 1648 г. за граф Áдáм Форгáч де Гимес-Гáкс от Унгария (1601 – 1681)[4]
- Мария Регина Магдалена, омъжена, договор на 26 февруари 1671 г., за Роман Гил фон Гилсберг
- Мария Клаудия, монахиня в Гюнцбург
- Мария Лудовика (* 7 март 1631; † 4 септември 1653), омъжена за фрайхер Хиронимус Фридрих фон Фрайберг († 30 август 1687)

Втори брак: през 1639 г. в Инсбрук с графиня Мария Франциска Фугер-Кирхберг и Вайсенхорн (* 9 март 1614, Велден; † 3 юни 1643, Гюнцбург), дъщеря на граф Албрехт Фугер-Кирхберг и Вайсенхорн (1574 – 1614) и Вероника Фугер-Кирхберг и Вайсенхорн (1578 – 1645). Бракът е бездетен.
Трети брак: на 5 юли 1644 г. в Гюнцбург с графиня Мария Магдалена Фугер-Кирхберг и Вайсенхорн (* 11 август 1621, Вайсенхорн; † 17 септември 1671, Гюнцбург), дъщеря на граф Хуго Фугер фон Кирхберг-Вайсенхорн (1589 – 1627) и Мария Юлиана Фьолин фон Фрикенхаузен (1594 – 1653). Те имат децата:
- Франц Лео († 2 април 1672), женен пр. 1672 г. за графиня Мария Изабела Леополдина Фугер фон Кирхберг и Вайсенхорн (* 31 юли 1645, Вилтен; † 8 декември 1695, Крумбах, Швабия), дъщеря на граф Хайнрих Раймунд Фугер фон Кирхберг-Вайсенхорн (1611 – 1656) и графиня Мария Кристина фон Лихтенщайн († 1668)[7]
- Мария Терезия Бенигна фон Рехберг цу Хоен-Рехберг (* 25 юли 1649, Гюнцбург; † 29 март 1689, Цузмарсхаузен), омъжена договор 24 юни 1667 г. в Гюнцбург за фрайхер Йозеф Леополд Мелхиор фон Хорнщайн (* 1 януари 1641, Ридлинген; † 28 март 1718, Пферзее при Аугсбург)
- Мария Франциска Валбурга (* 1650; † 1720), омъжена 1677 г. за Мориц фон Волфрамсдорф († 1731 ?)
- Мария Магдалена Регина (* 1652; † 1711), омъжена за Ханс фом Щайн цум Рехтенщайн цу Ихенхаузен († 1713)